# Julián Panelo Rivas
Julián Panelo Rivas nacido como Julián Andrés del Corazón de Jesús Panelo Rivas o simplemente Julián Panelo (Concordia, provincia de Entre Ríos, Confederación Argentina, 7 de mayo de 1843 - Buenos Aires, República Argentina, 1901) era un abogado, político y funcionario argentino, descendiente de nobles y gobernantes hispano-rioplatenses, que fue elegido diputado nacional en representación de la provincia de Buenos Aires desde 1890 hasta 1901.

## Biografía hasta el puesto legislativo argentino

### Origen familiar y primeros años
Julián Panelo Rivas había nacido el 7 de mayo de 1843 en la ciudad de Concordia de la provincia de Entre Ríos, la cual formaba parte de la entonces Confederación Argentina, siendo hijo del entonces teniente porteño Estanislao Panelo y Pérez de Saravia y de su esposa rioplatense-oriental Doraliza Rivas Graces.
Con el nombre de Julián Andrés del Corazón de Jesús Panelo Rivas fue bautizado en el lugar de nacimiento el 18 de enero de 1847, siendo sus padrinos los tíos paternos Julián Panelo Pérez de Saravia y su esposa María Josefa Pérez.
Sus cuatro tíos maternos eran Andrea Rivas (n. ca. 1820 - f. 1895) que se casó con Rafael Bosch, el hacendado argentino-uruguayo Andrés Rivas, Narcisa y el general Ignacio Rivas que se enlazó con Martina Juliana Rebución.
Era nieto paterno del rico comerciante, hacendado y político porteño Julián Panelo de Melo y de su esposa montevideana María Vicenta Pérez de Saravia y Pérez.
El abuelo materno era el hacendado hispano-andaluz Andrés Rivas (n. ca. 1781 - Tacuarembó, Estado Oriental del Uruguay, ca. 1857) y su segunda esposa luso-brasileña Ignacia Graces (n. Capitanía de Río Grande de San Pedro subordinada a la de Río de Janeiro, ca. 1800 - Salto (Uruguay), ca. 1880).
Sus bisabuelos paternos eran el rico notario Estanislao Panelo y González Pastor (Buenos Aires, gobernación homónima del Virreinato del Perú, 20 de noviembre de 1751 - f. ca. 1819) y su esposa Olegaria de Melo (n. ca. 1758 - f. ca. 1828).
Por lo tanto, Panelo era un tataranieto paterno del rico comerciante sardo-piamontés Juan Antonio Panelo, teniente de gobernador general de Filipinas y al mismo tiempo como alcalde mayor de Pampanga desde 1762 hasta 1764, durante la ocupación británica de Manila, y de su esposa María Gregoria González Pastor.
Sus otros tatarabuelos paternos eran el hispano-vizcaíno Francisco Pérez de Saravia, primer teniente de gobernador de Yapeyú desde 1771 hasta 1774, y su esposa Sabina Gregoria Josefa de Sorarte Andonaegui y Báez de Alpoin.

### Estudios académicos y cargos de funcionario
Julián Panelo se recibió de doctor en Derecho hacia 1870 y posteriormente fue nombrado en el puesto de contador general de la provincia de Entre Ríos en 1887, para luego ocupar el cargo de presidente del Banco Hipotecario provincial desde 1888 hasta diciembre de 1889.

## Diputado nacional y deceso

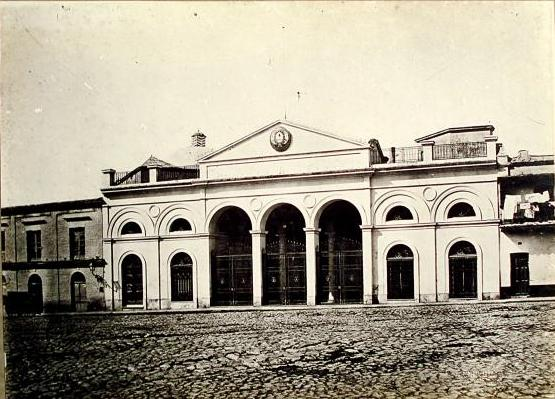
Antiguo Congreso de la Nación Argentina desde 1864 hasta 1905, en la plaza de la Victoria, luego mudado al nuevo Palacio del Congreso (el antiguo edificio pasó a ser sede del Archivo General de la Nación pero finalmente sería demolido en el año 1942).

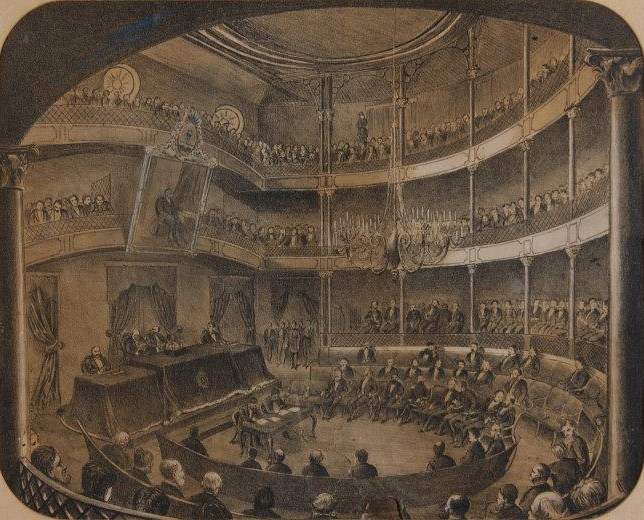
Antiguo Congreso en 1872 (litografía de Stein).

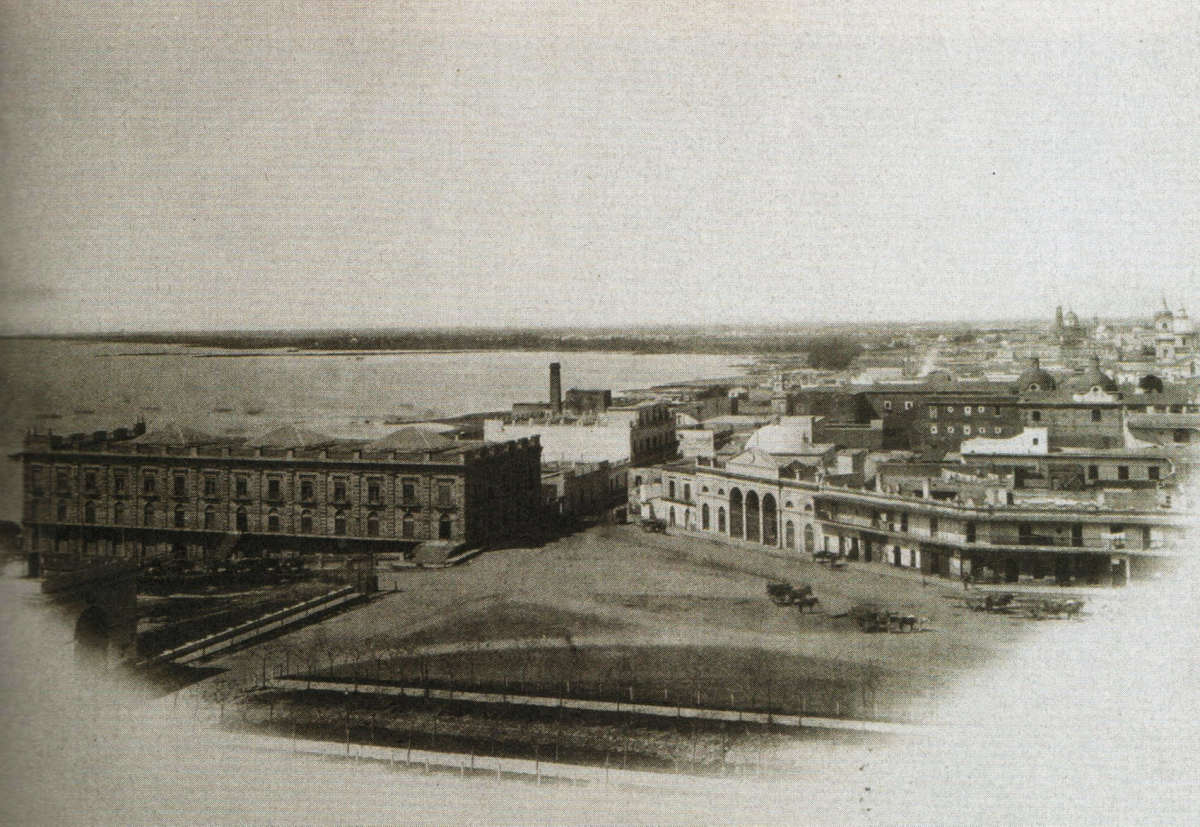
Vista aérea de la plaza de Mayo en 1867 (se distingue el antiguo Congreso por sus tres arcos).

### Electo diputado por Buenos Aires
El doctor Panelo fue elegido como diputado de la Nación Argentina por la provincia de Buenos Aires desde el año 1890 hasta sus últimos días.

### Fallecimiento
Finalmente el doctor Julián Panelo Rivas fallecería en el año  1901 en la ciudad de Buenos Aires, capital de la República Argentina.

## Matrimonio y descendencia
El doctor Julián Panelo Rivas se había unido en matrimonio el 15 de julio de 1871 en la iglesia de Nuestra Señora del Socorro con su prima materna Clara Narcisa Bosch Rivas (Lobos, 12 de agosto de 1844 - Buenos Aires, 28 de marzo de 1903), hermana de Rafael Erasmo Bosch (Buenos Aires, 25 de noviembre de 1839 - ib., 11 de mayo de 1901), quien se casó el 20 de mayo de 1874 en Carmen de Patagones con Marcelina Agustina Crespo (n. ib., 28 de mayo de 1854), siendo ambos, hijos de Rafael Bosch y de su esposa Andrea Rivas.
Fruto del matrimonio entre Julián Panelo y Clara Bosch hubo siete hijos:
- Juan Panelo Bosch[20][21] (n. e/ abril y diciembre de 1872) que se casó con Manuela Andrea Morillo Pereyra (n.  Buenos Aires, 30 de noviembre de 1876) y quien le concibió a Jorge Alejandro Panelo Morillo (n. 1913). El 2 de junio de 1911 se le reconoce legalmente la transferencia a su favor[20] de unos terrenos en Colonia Yeruá, de la provincia de Entre Ríos.[20]
- Narcisa Ciriaca del Corazón de Jesús Panelo Bosch[22] (n. 1873 - f. después de 1917).[22][21]
- Blanca Andrea del Corazón de Jesús Panelo Bosch[23] (n. Buenos Aires, 26 de abril de 1877 - f. después de 1908).[23]
- María del Carmen Elena Panelo Bosch[24] (n. ib., 13 de agosto de 1879) cuyos padrinos de bautismo fueron Alfredo Panelo y su madre Doraliza Rivas de Panelo. Se casó el 25 de junio de 1906 en la basílica de San Nicolás de Bari de Buenos Aires con Arturo Sayus Rubio[24] (n. ca. 1878) y con quien concibió a nueve hijos: María Narcisa Sayús Panelo 1907, Alicia Sayús Panelo 1908, Lucía Mercedes Sayús Panelo 1911, María Cristina Sayús Panelo 1913, Isabel María del Sagrado Corazón de Jesús Sayús Panelo 1915, Arturo Alfredo Julián Sayús Panelo 1916-2005, Carmen Sayús Panelo (n. 25 de diciembre de 1919 - f. 6 de mayo de 1977), Horacio Ramón Sayús Panelo 1922, Enrique Bruno Sayús Panelo 1924-2016.
- Esther Adriana del Corazón de Jesús Panelo Bosch[22] (n. ib., 26 de agosto de 1881 - f. después de 1917).[22]
- Clara del Corazón de Jesús Panelo Bosch[22] (n. ib., 12 de agosto de 1883 - f. después de 1917).[22]
- José María Isidoro Panelo Bosch[25] (n. ib., 12 de enero de 1886 - f. antes de 1942)[25] que como militar llegó al rango de teniente primero y al fallecer, su hija Eleonora Panelo[25] pidió en el año 1942 una pensión mensual de 80 pesos m$n según la ley 3195,[25] en mérito de los servicios prestados por su padre al Ejército Argentino.[25]